# 10740 Fallersleben
10740 Fallersleben eller 1988 RX2 är en asteroid i huvudbältet som upptäcktes den 8 september 1988 av den tyske astronomen Freimut Börngen vid Tautenburg-observatoriet. Den har fått sitt namn efter Hoffmann von Fallersleben.